# BRG (rappeur)
 (décembre 2022).
La mise en forme du texte ne suit pas les recommandations de Wikipédia : il faut le « wikifier ».
Les points d'amélioration suivants sont les cas les plus fréquents. Le détail des points à revoir est peut-être précisé sur la page de discussion.
- Les titres sont pré-formatés par le logiciel. Ils ne sont ni en capitales, ni en gras.
- Le texte ne doit pas être écrit en capitales (les noms de famille non plus), ni en gras, ni en italique, ni en « petit »…
- Le gras n'est utilisé que pour surligner le titre de l'article dans l'introduction, une seule fois.
- L'italique est rarement utilisé : mots en langue étrangère, titres d'œuvres, noms de bateaux, etc.
- Les citations ne sont pas en italique mais en corps de texte normal. Elles sont entourées par des guillemets français : « et ».
- Les listes à puces sont à éviter, des paragraphes rédigés étant largement préférés. Les tableaux sont à réserver à la présentation de données structurées (résultats, etc.).
- Les appels de note de bas de page (petits chiffres en exposant, introduits par l'outil «  Source ») sont à placer entre la fin de phrase et le point final[comme ça].
- Les liens internes (vers d'autres articles de Wikipédia) sont à choisir avec parcimonie. Créez des liens vers des articles approfondissant le sujet. Les termes génériques sans rapport avec le sujet sont à éviter, ainsi que les répétitions de liens vers un même terme.
- Les liens externes sont à placer uniquement dans une section « Liens externes », à la fin de l'article. Ces liens sont à choisir avec parcimonie suivant les règles définies. Si un lien sert de source à l'article, son insertion dans le texte est à faire par les notes de bas de page.
- La présentation des références doit suivre les conventions bibliographiques. Il est recommandé d'utiliser les modèles {{Ouvrage}}, {{Chapitre}}, {{Article}}, {{Lien web}} et/ou {{Bibliographie}}. Le mode d'édition visuel peut mettre en forme automatiquement les références.
- Insérer une infobox (cadre d'informations à droite) n'est pas obligatoire pour parachever la mise en page.

Pour une aide détaillée, merci de consulter Aide:Wikification.
Si vous pensez que ces points ont été résolus, vous pouvez retirer ce bandeau et améliorer la mise en forme d'un autre article.
Pour les articles homonymes, voir BRG.
BRG, de son vrai nom Ponga Bourgeoix, est un rappeur gabonais. Sa première mixtape Gyptian est sortie en 2016.

## Biographie
Bourgeoix est originaire de Libreville, au Gabon,. Il s’inspire de la nouvelle scène rap française notamment des artistes comme Ateyaba ou encore Oboy. Il a notamment beaucoup collaboré avec des artistes locaux et internationaux tels que Ssologod ou encore Bit$u.
Il entre en studio pour la première fois en 2015 Chez Onipsbeat ou il enregistrera son premier titre intitulé Alien Bazar sur un beat remake de Tony Sossa de Booba. En 2017, il lance sa marque de vêtement baptisée Gyptian en référence à son album homonyme.

## Discographie

### Albums et mixtapes
- 2015 : Zone d’échange[5]
- 2016 : Gyptian
- 2018 : Rose
- 2020 : 18
- 2021 : Gnosis

### Singles
- 2015 : Alien Bazar
- 2016 : Building[6]
- 2017 : XVIIi[2]
- 2019 : Herbivor[7]
- 2019 : Rinegan
- 2019 : Room
- 2019 : Aumone (avec Ssologod)[8]
- 2020 :  Bantutrip[9]
- 2020 : Dead God[10]